# Залмаєв Яків Васильович
Залмаєв Яків Васильович (1890, Юзівка — 1939) — більшовицький діяч, голова Юзівської ради робітничих депутатів (листопад 1917 — квітень 1918).

## Біографія
Народився у шахтарській родині в Юзівці.
Здобув початкову освіту. Після закінчення навчання працював шахтарем.
Брав участь у революції 1905 року, з 1906 член РСДРП. За участь у революції був висланий в Енісейський повіт на чотири роки. Після лютневої революції потрапив під амністію.
Після Жовтневого перевороту у Петрограді постало питання про владу у Юзівці. Місцеві більшовики наполягали на захопленні влади Юзівською радою робітничих депутатів, що більшість ради відмовлялась робити та визначила єдиним законним органом влади у Юзівці міську думу. 17 листопада 1917 р. зі складу Ради вийшли усі депутати — не-більшовики. Решта депутатів продовжила свою роботу, новим головою Юзівської ради робітничих депутатів було обрано Залмаєва. Проте, не маючи підтримки серед мешканців міста, рада уже не претендувала на усю повноту влади.
Перебування Залмаєва на посаді голови Юзівської ради робітничих депутатів завершилось скандалом.
Користуючись службовим становищем, Яків Залмаєв 20 березня 1918 р. видає розпорядження визволити з-під арешту більшовика Тулупова, який був затриманий за напад на касу металургійного заводу (у ході якого було вбито 4 міліціонерів та вкрадено 1 млн рублів).
Наступного дня приміщення ради було оточене мітингом робітників. На засіданні ради було вирішити розпустити більшовицькі збройні загони, а зброю передати міліції. Залмаєву довелось утікати з Юзівки.
До жовтня 1931 працював губернським Продкомісаром в Астрахані, головою Ставропольської губчека (1924), начальником особливого відділу в Томську, головою виконкому Щегловська повітової Ради Томської губернії, дипкур'єром Наркомату закордонних справ.
У січні 1932 обраний членом Севкрайкома ВКП (б), введений до складу президії Північного крайвиконкому.
З 8 липня 1932 заступник начальника Лесоснабсбита. Потім працював на шпалорізному заводі.
З жовтня 1933 — на Окуловском кішці (?).
У листопаді 1933 виїхав з Північного краю «у зв'язку з хворобливим станом здоров'я».
У Донецьку його ім'ям названа одна з вулиць
Його онук, Залмаєв Пітер, - ведучий на телеканалі "Прямий"